# Vostok 4
Vostok 4 blev opsendt dagen efter Vostok 3 og sammen gennemførte de den første bemandede parflyvning i rummet.

## Højdepunkter
De to rumskibe kom indenfor 5 kilometer fra hinanden, og de to kosmonauter talte sammen over radioen.
Rumflyvningen gik stort set efter planen, kabinetemperaturen faldt dog til 10 °C. Flyvningen blev afbrudt før tid, da jordkontrollen mente at have opfanget et kodeord fra Popovitsj, om at han ønskede at lande.

## Besætning
- Pavel Popovitsj

Reservepilot
- Vladimir Komarov

## Kaldenavn
Беркут (Berkut – "Gylden Ørn")

## Tid og sted
- Affyring: 12. august 1962 kl.08:02:33 UTC, Bajkonur-kosmodromen LC1, 45° 55' 00" N – 63° 20' 00" Ø
- Landing: 15. august 1962 kl.06:59 UTC, 48° 9' N, 71° 51' Ø
- Varighed: 2 dage 22 timer 56 minutter
- Antal kredsløb: 48

## Nøgletal
- Masse: 4.728 kg
- Perigeum: 159 km
- Apogeum: 211 km
- Banehældning: 65,0°
- Omløbstid 88,2 minutter

## Efterskrift
Kapslen er udstillet på NPO Zvezda Museet i Moskva, men den er ændret, så den ligner Voskhod 2 kapslen.